# Вилдшпице
Вилдшпице (Wildspitze) е най-високият връх на Йоцталските Алпи, втори по височина в Австрия след Гросглокнер във Висок Тауерн (отстъпва от него с 28 метра). За височината има различни измервания - 3772 м, 3770 м, 3768 м и други. Това е един от върховете с най-голяма относителна височина, ако се измерва от долината Вентертал от източната му страна - с 2261 м той остава само след Монблан, Финстераархорн и Гросглокнер. Най-близкият по-висок връх е Ортлес (3905 м), който отстои на 48 км на юг.
Върхът има две най-високи точки - северна и южна. Северната се намира под дебел слой лед, който интензивно се топи и това променя драматично височината ѝ. Старите данни за 3772 м вече се коригират и се приема, че южната е по-висока - 3768 м, а северната е 3765 м.
Вилдшпице се намира на 12 км от главното (вододелно) било на масива (и следователно от границата с Италия), на хребета Вайскам. Той е покрит с масивни ледници. Три са се формирали по склоновете му:
- Ташахфернер - на север, към долината Пицтал;
- Митеркар и Рофенкарфернер - на югоизток и изток към долината Вентертал.

Първото успешно изкачване е дело на местния водач и скотовъдец Леандер Клоц през 1848 г. В днешно време съществуват четири маршрута до върха. Най-популярен е пътят откъм Пицталската долина (синята линия), особено за скиорите, понеже по него няма сериозни технически затруднения. Отнема 5 - 6 часа.